# Södra Ulvöns naturreservat
Södra Ulvöns naturreservat var ett naturreservat som 2023 uppgick i det då bildade Ulvö-havets naturreservat. Det omfattade södra delen an Södra Ulvön i Örnsköldsviks kommun.
Reservatet omfattar ungefär 200 hektar. Reservatet avsattes 1971.